# Jonquer beccorbat
El jonquer beccorbat (Limnornis curvirostris) és una espècie d'ocell de la família dels furnàrids (Furnariidae) i única espècie del gènere Limnornis Gould, 1839.
Habita canyars a les terres baixes del sud-est del Brasil, sud d'Uruguai i nord-est de l'Argentina.